# Niels Egede
Niels Rasch Egede (1710 - 31 août 1782) est un marchand dano-norvégien et missionnaire luthérien au Groenland.

## Biographie
Il est né à Vågan dans l'archipel des Lofoten, fils du missionnaire luthérien Hans Egede (1686–1758) et de sa femme Gertrud Rask (1673–1735). Il est un frère du théologien et missionnaire Paul Egede (1708-1789). La famille déménage au Groenland en 1721.
À partir de 1731, Egede dirige des activités commerciales au Groenland, d'abord à Godthåb (aujourd'hui Nuuk) et Christianshåb (aujourd'hui Qasigiannguit). De retour au Danemark en 1743, il est nommé en 1745 maître de poste à Kristiansund. En 1746, il épouse Elisabeth Eleonore Brun (1721-1785). En 1759, il retourne au Groenland.
Il fonde la colonie d'Egedesminde (maintenant Aasiaat) en 1759, et Holsteinborg (maintenant Sisimiut) en 1764. Il participe également à l'œuvre missionnaire danoise au Groenland. En 1776, Niels Egede confie son entreprise commerciale à son fils Jørgen Frederik Egede (1748-1807). Il quitte le Groenland en 1782 et meurt à Copenhague la même année,.